# قائمة قرارات مجلس الأمن التابع للأمم المتحدة لعام 2023
تتضمن قائمة قرارات مجلس الأمن التابع للأمم المتحدة لعام 2023 جميع القرارات الصادرة عن مجلس الأمن التابع للأمم المتحدة خلال العام 2023. بلغ عدد القرارات المتخذة 50 قرارة اولها القرار رقم 2672 بتاريخ 9 يناير 2023، وأخرها القرار رقم 2721 بتاريخ 15  نوفمبر 2023.

## القائمة
| رقم القرار | الرمز            | نص القرار                        | موضوع القرار                                                                               |
| ---------- | ---------------- | -------------------------------- | ------------------------------------------------------------------------------------------ |
| 2672       | S/RES/2672(2023) | نص القرار على موقع الأمم المتحدة | الوضع في سوريا                                                                             |
| 2673       | S/RES/2673(2023) | نص القرار على موقع الأمم المتحدة | تمديد ولاية بعثة الأمم المتحدة للتحقق في كولومبيا                                          |
| 2674       | S/RES/2674(2023) | نص القرار على موقع الأمم المتحدة | الوضع في قبرص                                                                              |
| 2675       | S/RES/2675(2023) | نص القرار على موقع الأمم المتحدة | الوضع في اليمن                                                                             |
| 2676       | S/RES/2676(2023) | نص القرار على موقع الأمم المتحدة | تقارير الأمين العام عن السودان وجنوب السودان                                               |
| 2677       | S/RES/2677(2023) | نص القرار على موقع الأمم المتحدة | تقارير الأمين العام عن السودان وجنوب السودان                                               |
| 2678       | S/RES/2678(2023) | نص القرار على موقع الأمم المتحدة | الوضع في أفغانستان                                                                         |
| 2679       | S/RES/2679(2023) | نص القرار على موقع الأمم المتحدة | الوضع في أفغانستان                                                                         |
| 2680       | S/RES/2680(2023) | نص القرار على موقع الأمم المتحدة | عدم الانتشار / جمهورية كوريا الشعبية الديمقراطية                                           |
| 2681       | S/RES/2681(2023) | نص القرار على موقع الأمم المتحدة | الوضع في أفغانستان                                                                         |
| 2682       | S/RES/2682(2023) | نص القرار على موقع الأمم المتحدة | الوضع في العراق                                                                            |
| 2683       | S/RES/2683(2023) | نص القرار على موقع الأمم المتحدة | تقارير الأمين العام عن السودان وجنوب السودان                                               |
| 2684       | S/RES/2684(2023) | نص القرار على موقع الأمم المتحدة | الوضع في ليبيا                                                                             |
| 2685       | S/RES/2685(2023) | نص القرار على موقع الأمم المتحدة | تقارير الأمين العام عن السودان وجنوب السودان                                               |
| 2686       | S/RES/2686(2023) | نص القرار على موقع الأمم المتحدة | صون السلم والأمن الدوليين                                                                  |
| 2687       | S/RES/2687(2023) | نص القرار على موقع الأمم المتحدة | الوضع في الصومال                                                                           |
| 2688       | S/RES/2688(2023) | نص القرار على موقع الأمم المتحدة | الوضع في جمهورية الكونغو الديمقراطية                                                       |
| 2689       | S/RES/2689(2023) | نص القرار على موقع الأمم المتحدة | الوضع في الشرق الأوسط                                                                      |
| 2690       | S/RES/2690(2023) | نص القرار على موقع الأمم المتحدة | الوضع في مالي                                                                              |
| 2691       | S/RES/2691(2023) | نص القرار على موقع الأمم المتحدة | الوضع في اليمن                                                                             |
| 2692       | S/RES/2692(2023) | نص القرار على موقع الأمم المتحدة | الوضع في هايتي                                                                             |
| 2693       | S/RES/2693(2023) | نص القرار على موقع الأمم المتحدة | الوضع في جمهورية أفريقيا الوسطى                                                            |
| 2694       | S/RES/2694(2023) | نص القرار على موقع الأمم المتحدة | تمديد ولاية بعثة الأمم المتحدة للتحقق في كولومبيا                                          |
| 2695       | S/RES/2695(2023) | نص القرار على موقع الأمم المتحدة | الوضع في لبنان                                                                             |
| 2696       | S/RES/2696(2023) | نص القرار على موقع الأمم المتحدة | الوضع في الصومال                                                                           |
| 2697       | S/RES/2697(2023) | نص القرار على موقع الأمم المتحدة | تهديدات السلم والأمن الدوليين                                                              |
| 2698       | S/RES/2698(2023) | نص القرار على موقع الأمم المتحدة | صون السلم والأمن الدوليين                                                                  |
| 2699       | S/RES/2699(2023) | نص القرار على موقع الأمم المتحدة | الوضع في هايتي                                                                             |
| 2700       | S/RES/2700(2023) | نص القرار على موقع الأمم المتحدة | الوضع في هايتي                                                                             |
| 2701       | S/RES/2701(2023) | نص القرار على موقع الأمم المتحدة | الوضع في ليبيا                                                                             |
| 2702       | S/RES/2702(2023) | نص القرار على موقع الأمم المتحدة | الوضع في ليبيا                                                                             |
| 2703       | S/RES/2703(2023) | نص القرار على موقع الأمم المتحدة | الوضع في الصحراء الغربية                                                                   |
| 2704       | S/RES/2704(2023) | نص القرار على موقع الأمم المتحدة | تمديد ولاية بعثة الأمم المتحدة للتحقق في كولومبيا                                          |
| 2705       | S/RES/2705(2023) | نص القرار على موقع الأمم المتحدة | الوضع في الصومال                                                                           |
| 2706       | S/RES/2706(2023) | نص القرار على موقع الأمم المتحدة | الوضع في البوسنة والهرسك                                                                   |
| 2707       | S/RES/2707(2023) | نص القرار على موقع الأمم المتحدة | الوضع في اليمن                                                                             |
| 2708       | S/RES/2708(2023) | نص القرار على موقع الأمم المتحدة | تقارير الأمين العام عن السودان وجنوب السودان                                               |
| 2709       | S/RES/2709(2023) | نص القرار على موقع الأمم المتحدة | الوضع في جمهورية أفريقيا الوسطى                                                            |
| 2710       | S/RES/2710(2023) | نص القرار على موقع الأمم المتحدة | الوضع في الصومال                                                                           |
| 2711       | S/RES/2711(2023) | نص القرار على موقع الأمم المتحدة | الوضع في الصومال                                                                           |
| 2712       | S/RES/2712(2023) | نص القرار على موقع الأمم المتحدة | الحرب الفلسطينية الإسرائيلية 2023                                                          |
| 2713       | S/RES/2713(2023) | نص القرار على موقع الأمم المتحدة | الأمن والسلام في إفريقيا                                                                   |
| 2714       | S/RES/2714(2023) | نص القرار على موقع الأمم المتحدة | الوضع في الصومال                                                                           |
| 2715       | S/RES/2715(2023) | نص القرار على موقع الأمم المتحدة | تقارير الأمين العام عن السودان وجنوب السودان                                               |
| 2716       | S/RES/2716(2023) | نص القرار على موقع الأمم المتحدة | تهديدات الأعمال الإرهابية للسلم والأمن الدوليين                                            |
| 2717       | S/RES/2717(2023) | نص القرار على موقع الأمم المتحدة | الوضع في جمهورية الكونغو الديمقراطية                                                       |
| 2718       | S/RES/2718(2023) | نص القرار على موقع الأمم المتحدة | الوضع في الشرق الأوسط                                                                      |
| 2719       | S/RES/2719(2023) | نص القرار على موقع الأمم المتحدة | التعاون بين الأمم المتحدة والمنظمات الإقليمية ودون الإقليمية في صون السلام والأمن الدوليين |
| 2720       | S/RES/2720(2023) | نص القرار على موقع الأمم المتحدة | الأزمة الإنسانية في غزة 2023                                                               |
| 2721       | S/RES/2721(2023) | نص القرار على موقع الأمم المتحدة | الوضع في أفغانستان                                                                         |

## روابط خارجية
- مجلس الامن الموقع الرسمي